# 8895 Nha
8895 Nha (1995 QN) là một tiểu hành tinh vành đai chính được phát hiện ngày 21 tháng 8 năm 1995, bởi K. Watanabe ở Sapporo Science Center.